# Spurlingia darwini
Spurlingia darwini är en snäckart som beskrevs av Brazier 1872. Spurlingia darwini ingår i släktet Spurlingia och familjen Camaenidae. Inga underarter finns listade i Catalogue of Life.